# Kirsten Martens

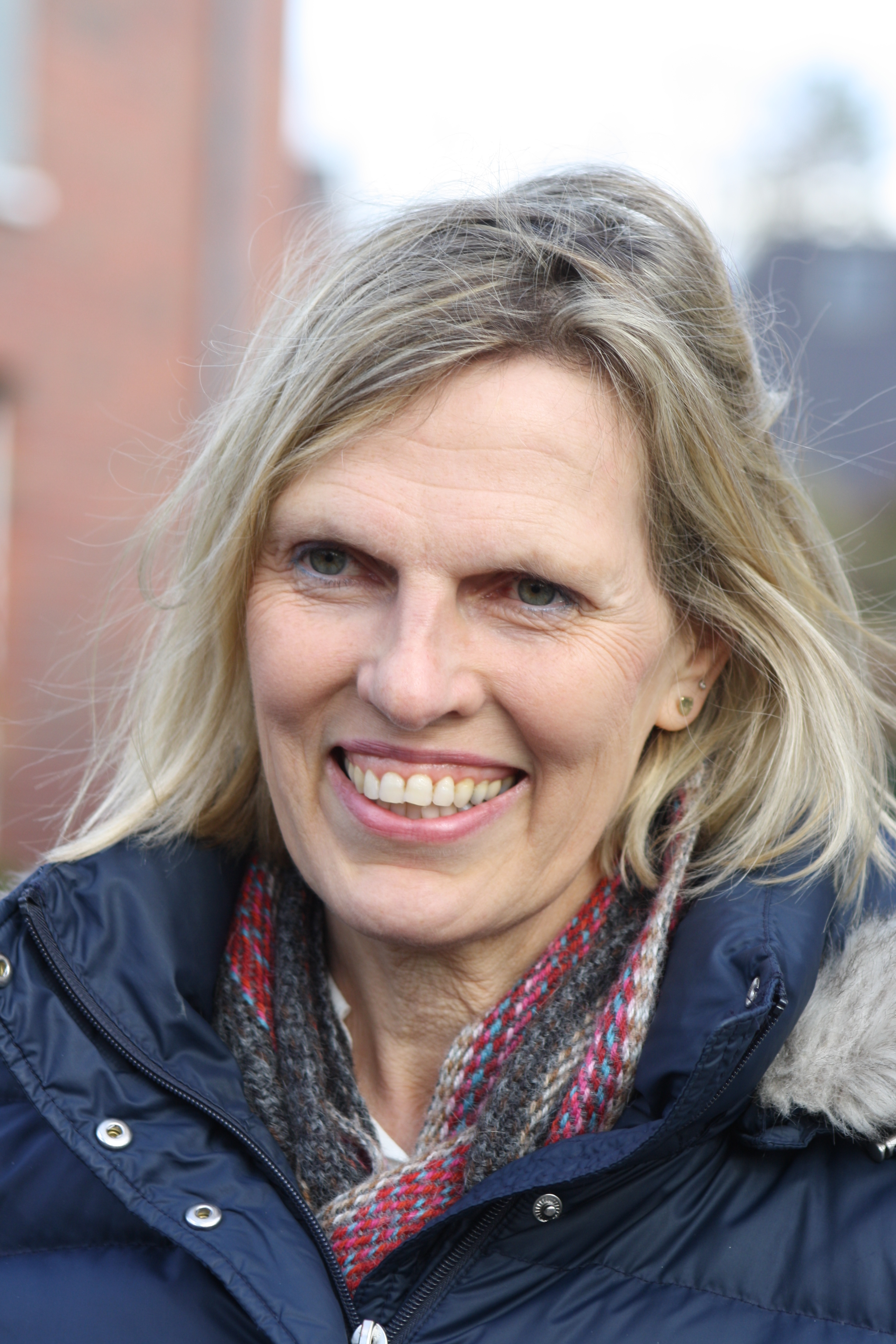
Kirsten Martens bei der Stolpersteinverlegung für Friedrich Kreye, 2022

Kirsten Ursula Martens (* 3. Januar 1962 in Wedel) ist eine deutsche Politikerin (SPD). Sie war von 2020 bis 2025 Abgeordnete in der Hamburgischen Bürgerschaft.

## Leben
Martens besuchte von 1976 bis 1981 das United World College in Singapur, an dem sie das International Baccalaureate ablegte. An der Hochschule zu Lübeck absolvierte sie von 1982 bis 1985 eine Ausbildung zur Kinderkrankenschwester. Sie arbeitete bis 1997 in der Kinderonkologie und in Kinderintensivstationen in Hamburg. Seit 2016 ist sie als Verwaltungsangestellte in Hamburger Grundschulen tätig.
Von 2006 bis 2020 war sie Mitarbeiterin verschiedener Abgeordneter der Hamburgischen Bürgerschaft und Sachbearbeiterin im SPD-Kreisbüro Wandsbek. 2011 trat sie der SPD bei. Politische Ämter hatte sie von 2015 bis 2019 als zubenannte Bürgerin und von 2019 bis 2020 als Abgeordnete der Bezirksversammlung Wandsbek und Fachsprecherin für Gesundheit der Bezirksfraktion. Nach der Bürgerschaftswahl in Hamburg 2020 rückte sie über Platz 6 der Wahlkreisliste in die Bürgerschaft nach. Bei der Bürgerschaftswahl 2025 verfehlte sie den Wiedereinzug in die Bürgerschaft. 
Martens ist mit dem Historiker Holger Martens verheiratet und hat vier Kinder.